# AN/APS-145
AN/APS-145는 미국이 만든 조기경보기용 레이더이다. 반경 560km를 훑을 수 있는 최강의 레이더다.

## 역사
미국이 개발한 항공모함 함재기용 조기경보 레이다다. 항공모함에 함재되는 조기경보기 E-2 호크아이에 탑재되며,  미국이 주로 운용하고 있다. 레이다 탐지거리는 560km에 이르며, 2,000개의 목표물을 동시추적이 가능한 최강의 성능을 자랑한다.

## E-2 호크아이 조기경보기용 레이더
미국 - APS-138(E-2 호크아이) : 220km(전투기 목표물), 460km(폭격기 목표물)
 미국 - APS-145(E-2C 호크아이) : 267km(소형 전투기), 400km(대형 전투기), 560km(폭격기 목표물)
 미국 - AN/APY-9(E-2D 호크아이) : 770km(폭격기 목표물), 550km(대형 전투기), 320km(소형 전투기)

## 탑재기
- P-3 오라이온 : 초계기인 오라이온기에도 탑재가 가능하다. 다만, E-2와의 차이점은 P-3는 함재기가 아니다.
- E-2 호크아이 : 세계에서 가장 많이 판매된 베스트셀러 조기경보기다.

## 같이 보기
- AN/APY-2
- E-2 호크아이